# Automatisierte Rechtsdienstleistung
Unter einer automatisierten Rechtsdienstleistung versteht man eine digitalisierte Rechtsdienstleistung, bei der ein Anbieter mithilfe eines Frage-Antwort-Katalogs im Multiple-Choice-Verfahren Rechtsdokumente, insbesondere Verträge, über eine Software generiert. Der Einsatz eines solchen Vertragsgenerators gilt nicht als unerlaubte Rechtsdienstleistung im Sinne von § 2 Abs. 1, § 3 des Rechtsdienstleistungsgesetzes (RDG) und darf daher auch von Personen und Unternehmen eingesetzt werden, die keine Rechtsdienstleistungen erbringen dürfen.

## Rechtlicher Hintergrund
Die Erbringung von Rechtsdienstleistungen ist in Deutschland stark reguliert. Sobald eine Tätigkeit sämtliche Merkmale der gesetzlichen Definition der „Rechtsdienstleistung“ aufweist, unterliegt sie den Bestimmungen des Rechtsdienstleistungsgesetzes. Rechtsdienstleistung ist gemäß § 2 Abs. 1 RDG „jede Tätigkeit in konkreten fremden Angelegenheiten, sobald sie eine rechtliche Prüfung des Einzelfalls erfordert“.
Über viele Jahre gab es eine kontrovers geführte Diskussion über die Frage, ob auch die automatisierte Erstellung von Rechtstexten, zum Beispiel Verträgen, eine Rechtsdienstleistung im Sinne von § 2 Abs. 1 RDG darstellt. Im September 2021 wurde diese vom I. Zivilsenat des Bundesgerichtshofes am Beispiel eines Vertragsgenerators entschieden.
In dem Verfahren ging es um ein Angebot, bei dem auf Grundlage der durch ein Frage-Antwort-System beim Nutzer abgefragten Informationen aus vorgefertigten Textbausteinen ein Vertrag erstellt wurde. Der Bundesgerichtshof hat in seiner Entscheidung festgestellt, dass die Erstellung eines Vertragsentwurfs mithilfe eines digitalen Rechtsdokumentengenerators, bei dem anhand von Fragen und vom Nutzer auszuwählenden Antworten standardisierte Vertragsklauseln abgerufen werden, keine Rechtsdienstleistung darstellt, insbesondere kein „konkrete Angelegenheit“ des Nutzers im „individuellen Einzelfall“. Dies gilt dann, wenn es den Nutzern obliegt, sich aus einer Vielzahl von softwarebasierten Textbausteinen einen für den jeweils gewünschten Vertrag passenden Entwurf zusammenzustellen, selbst wenn der Nutzer des Generators durch die Beantwortung vorgegebener Fragen Angaben zu einem realen Sachverhalt macht. Denn seine Eingaben bewirken nur, dass auf fiktiven Einzelfällen basierende Textbausteine abgerufen und zusammengestellt werden. Nach Auffassung des Bundesgerichtshofs unterscheidet sich ein Vertragsdokumenten-Generator deshalb nicht von einem detaillierten Formularhandbuch, in dem den Lesern für gewisse Sachverhaltskonstellationen bestimmte Vertragsklauseln empfohlen werden.
Aus der Entscheidung des Bundesgerichtshofes ergibt sich auch, dass es entscheidend darauf ankommt, ob der Nutzer davon ausgeht, es erfolge eine auf seinen individuellen Einzelfall bezogene Prüfung. Es ist deshalb wichtig, dass die Funktionsweise eines Angebotes, beispielsweise das Generieren eines Standardschreibens auf Basis der Nutzerangaben ohne Einzelfallprüfung, Nutzern transparent gemacht wird. 
An dieser Bewertung ändert sich nichts, wenn zusätzlich zur Dokumentenerstellung auch der Versand des erstellten Dokumentes angeboten wird. Diese zusätzliche Leistung – vergleichbar mit der eines Lettershops – ändert nichts daran, dass der Kunde selbst Absender der entsprechenden Erklärung ist und führt insbesondere nicht zu einer Vertretung des Kunden nach außen, wie dies etwa durch einen Rechtsanwalt geschehen würde.